# 瑞士21歲以下國家足球隊
瑞士21歲以下國家足球隊（Switzerland national under-21 football team，簡稱瑞士U-21）是瑞士的21歲以下國家足球代表隊，由瑞士足球協會負責組織，參加每兩年舉辦一次的歐洲U-21足球錦標賽。

## 競賽歷史

### 歐青盃歷屆成績
| 年度   | 主辦國   | 冠軍     | 成績            |
| ------ | -------- | -------- | --------------- |
| 1978年 | 主客制   | 南斯拉夫 | 外圍賽出局      |
| 1980年 | 主客制   | 蘇聯     | 外圍賽出局      |
| 1982年 | 主客制   | 英格蘭   | 外圍賽出局      |
| 1984年 | 主客制   | 英格蘭   | 外圍賽出局      |
| 1986年 | 主客制   | 西班牙   | 外圍賽出局      |
| 1988年 | 主客制   | 法國     | 外圍賽出局      |
| 1990年 | 主客制   | 蘇聯     | 外圍賽出局      |
| 1992年 | 主客制   | 義大利   | 外圍賽出局      |
| 1994年 | 法國     | 義大利   | 外圍賽出局      |
| 1996年 | 西班牙   | 義大利   | 外圍賽出局      |
| 1998年 | 羅馬尼亞 | 西班牙   | 外圍賽出局      |
| 2000年 | 斯洛伐克 | 義大利   | 外圍賽出局      |
| 2002年 | 瑞士     | 捷克     | 準決賽（1）     |
| 2004年 | 德国     | 義大利   | 分組賽出局（2） |
| 2006年 | 葡萄牙   | 荷蘭     | 外圍賽出局      |
| 2007年 | 荷蘭     | 荷蘭     | 外圍賽出局      |
| 2009年 | 瑞典     | 德國     | 外圍賽出局      |
| 2011年 | 丹麦     | 西班牙   | 亞軍            |

## 歷任主教練
- 199?-2001年： 雅各布·"科比"·库恩（Köbi Kuhn）
- 2001-2007年： 伯纳·查兰德斯（Bernard Challandes）[1]
- 2007-2009年： 皮埃尔-安德烈·舒曼（Pierre-André Schürmann）[2]

## 外部連結
- （英文）歐洲足協U21國家隊 （页面存档备份，存于）
- （英文）RSSSF：歐青賽全紀錄 （页面存档备份，存于）